# Eric Sundelius
Eric Sundelius, född 27 februari 1898 i Klara församling i Stockholm, död 12 februari 1966 i Högalids församling i Stockholm, var en svensk författare.

## Biografi
Eric Sundelius var son till ogifta Linda Susanna Blomquist (1873–1950), senare Nihlén, men växte upp i fosterhem i Stockholm. Han författade ett större antal lustspel under 1920-, 1930- och 1940-talen. Bland annat drog Ungkarlsflickan på Lilla Folkteatern i Stockholm fulla hus 1926 med John Elfström, Alma Bodén och Svea Holst bland huvudrollerna. Han finns bland upphovsmännen till en rad av Scalateaterns uppsättningar.
Han var från 1931 gift med skådespelaren Gunhild Ehrenmark (1893–1957), från vilken han blev änkling. De är begravda på Skogskyrkogården i Stockholm.